# Bromure d'ipratropium
Le bromure d'ipratropium (commercialisé sous les noms Atrovent, Apovent, Ipraxa, Aerovent et Rinatec) est une substance anticholinergique utilisée comme médicament dans les bronchopneumopathies obstructives chroniques et l'asthme aigu. Il bloque les récepteurs muscariniques à l'acétycholine dans les muscles lisses bronchiques, ce qui provoque l'ouverture des bronches.

## Utilisations thérapeutiques
L'ipratropium est administré par inhalation dans le traitement des bronchopneumopathies chroniques obstructives (BPCO). À cet effet, il est présenté sous la forme de cartouches pour inhalateur ou de flacons unidoses pour nébuliseur.
Il existe aussi des formes combinées :
- avec le salbutamol (appelé « albuterol » aux États-Unis), sous les noms commerciaux Combivent (en aérosol doseur et Duoneb (en nébuliseur), employé dans la prise en charge du BPCO et de l'asthme ;
- avec le fénotérol sous les noms Duovent et Berodual N dans la prise en charge de l'asthme.

L'ipratropium en spray nasal à 0,03 % peut réduire la rhinorrhée (écoulement nasal) mais n'a pas d'effet sur la congestion nasale.

## Mécanisme d'action
L'ipratropium est un dérivé de l'atropine. Il bloque les récepteurs muscariniques à l'acétylcholine sans sélectivité pour un sous-type ou l'autre, et augmente de ce fait la dégradation de la guanosine monophosphate cyclique (GMPc), ce qui réduit sa concentration cellulaire. En raison, probablement, de l'action du GMPc sur le calcium intracellulaire, cela réduit la contractilité du muscle lisse pulmonaire ainsi que la bronchoconstriction et la sécrétion de mucus.
Il ne se diffuse pas dans le sang, ce qui permet d'éviter des effets secondaires systémiques.
Comme il s'agit d'un ammonium quaternaire sous forme ionisée dans le plasma, il est incapable de franchir la barrière hémato-encéphalique ce qui prévient les effets secondaires centraux (en particulier le syndrome anticholinergique). L'ipratropium est considéré comme un bronchodilatateur à courte durée d'action,.

## Contre-indications
Il n'y a pas de contre-indication pour l'ipratropium inhalé, en dehors de l'hypersensibilité à l'atropine et substances apparentées. Pour une administration orale, les contre-indications sont les mêmes que pour les autres anticholinergiques :
- glaucome à angle fermé ;
- obstruction du tractus gastro-intestinal et du système urinaire[7],[10].

Les inhalateurs utilisés pour l'administration d'ipratropium contiennent souvent comme excipients la lécithine de soja et l'huile d'arachide, d'où une contre-indication en cas d'allergie à l'un de ces produits.

## Effets indésirables
Sous forme inhalée, les effets indésirables des autres anticholinergiques sont minimaux. Cependant, des cas de sécheresse buccale et de sédation ont été rapportés. Par ailleurs, on a observé des effets tels que les rougeurs, la tachycardie, le glaucome à angle fermé aigu, les nausées, les palpitations et les céphalées. L'ipratropium inhalé ne diminue pas la clairance mucociliaire. L'inhalation en elle-même peut causer des céphalées et l'irritation de la gorge chez un faible pourcentage de patients.
Sous forme nébulisée, une rétention urinaire a été observée chez certains patients. De ce fait, des précautions doivent être prises en cas d'adénome prostatique.

## Interactions
Combiné avec les bêta-2-mimétiques, la théophylline et d'autres dérivés de la xanthine, l'ipratropium augmente l'effet dilatateur sur les bronches. En théorie, les effets indésirables seraient augmentés en cas d'association avec les antidépresseurs tricycliques, les antiparkinsoniens et la quinidine, mais aucune confirmation clinique n'a été établie pour la forme inhalée.

## Divers
Le bromure d'ipratropium fait partie de la liste des médicaments essentiels de l'Organisation mondiale de la santé (liste mise à jour en avril 2013).